# غلامحسین سمندری
غلام‌حسین سمندری (زادهٔ ۱۳۱۱ در باخرز -از توابع تایباد درگذشت ۳ فروردین ۱۳۹۱ در تربت جام) دوتار نواز چیره‌دست خراسان و از نوابغ موسیقی این خطه بود.

## زندگی و فعالیت‌هنری
سمندری در خانواده‌ای متوسط در باخرز به دنیا آمد. وی در کودکی همراه پدرش عبدالرحمان سمندری به شغل آرایشگری می‌پرداخت. از ۱۰ سالگی بود که به واسطهٔ پدرش نواختن دوتار را آغاز کرد و در ۱۲ سالگی آن را به‌طور کامل آموخت.
پس از آن نیز به تدریج نزد استادان بزرگ موسیقی خراسان هم‌چون غلامرضا قوی تن آموزش دید و همراه با رشد هنری در جشنواره‌های داخلی و بین‌المللی حضور یافت و عنوان‌هایی را نیز به دست‌آورد. ازجمله این کشورها می‌توان آلمان، ایتالیا، فرانسه، یونان، لبنان، سوییس و اتریش را نام برد.

## اثرگذاری و اصالت
سمندری را بیش‌تر با مقام «سرو خرامان» و با آواز محمدابراهیم شریف‌زاده می‌شناسند. وی تأثیر زیادی بر موسیقی نواحی خراسان داشت که تا به امروز ادامه یافته‌است. وی با بهره‌گیری از جنس خاصی از تار و دو ماه کار بر روی سازش در سال ۱۳۴۳، دو تار ویژه‌ای را ساخت و پس از آن تلاش کرد آهنگ‌ها و مقام‌های قبلی را بر روی نظام کوکی تازه پیاده کند که سرانجام موجب تغییر گسترده‌ای در موسیقی خراسان شد.
وی که در همان سال برای شرکت در جشن فرهنگ و هنر به تهران رفته بود، ضمن ملاقات با استاد یگانه و به درخواست وی، سیم‌های دوتار وی را نیز دگرگون می‌کند و بدین ترتیب این تغییر رفته رفته در سراسر خراسان فراگیر می‌شود.
سمندری که به شنیدن موسیقی از طریق رادیو و گرامافون علاقه‌ای خاص داشت، با شنیدن قطعه‌ای کردی می‌کوشد با ساز خود آن را اجرا کند که با اجرای هنرمندانهٔ آن آهنگ کردی وی در موسیقی شرق خراسان، مشخصا تایباد، جام و باخرز عمومیت می‌یابد.
وی در عین حال همواره بر اصالت ساز خویش تأکید داشت و هرگز پرده‌های ساز خود را از ۸ افزایش نداد. به گفتهٔ هوشنگ جاوید، سمندری هرچند در محافل جز نغمه‌ها، مقام‌ها و آهنگ‌های فرهنگ موسیقایی خراسان و تایباد و جام نمی‌نواخت اما نزد وی قطعات گوناگون موسیقی پاپ، کوچه بازاری و حتی فرنگی را برای نشان دادن قابلیت‌های دوتار اجرا کرده‌است.
«یهودی منوهین»، ویولونیست مشهور بین‌المللی دربارهٔ او گفته است: حاضرم تمام افتخاراتم را بدهم، اما در عوض بتوانم پنجه‌های این مرد روستایی را داشته باشم.
حسن سمندری فرزند وی نیز می‌گوید: استاد سمندری را قبله دوتار خراسان رضوی نامیده بودند و همه هنرمندان و هنر دوستان از او به عنوان نوازنده‌ای چیره‌دست و به اصطلاح پنجه طلایی یاد می‌کردند.

### آشنایی اخوان ثالث با سمندری
روزی کاستی از آثار غلام‌حسین سمندری به دست مهدی اخوان ثالث شاعر بنام خراسانی می‌رسد و وی را تحت تأثیر قرار می‌دهد به گونه‌ای که مشتاق دیدارش می‌شود. سرانجام در مجلسی او را می‌بیند و زمانی که سمندری دوتار به دست می‌گیرد، اخوان به گریه می‌افتد و شعر معروف «خون پاش و نغمه ریز...» را در توصیف او می‌سراید:
| قربان زخمه‌های تو خون پاش و نغمه‌ریز   |  | «سبزپری» است این که زنی، یا «شتر خُجو»؟ |
| تو با دو سیم محشر کبری بپا کنی       |  | شش تار خویش من شکنم (یانه؟ هان بگو)    |
| از پنجة تو زخم جگر، خون دل‌چکان       |  | مضراب من برنجی و موی است سیم مو        |
| تو زیر آب می‌بری و می‌دهی به دشت       |  | دارد شتر خجوی تو حکم شتر گلو           |
| استاد بی‌نظیر، حسین سمندری            |  | پر از کدام چشمه و دریا کنی سَبُو؟        |
| «سرحدی» عجیب تو «فریاد» قرن‌هاست      |  | در آن دو تار گشته نهان، گرم‌های و هو    |
| در پهلوی دو تار تو، شش تار بی‌گمان    |  | چون کلّة انشتن باشد بر کدو              |
| از من به «شیخ احمد جام» تو صد سلام   |  | آن ژنده پیل، زندهٔ صاحب آبرو            |
| بیکوک تازه راه دگر می‌کنی، مگر        |  | داری به ساز چند قناری نهان، بگو        |
| ساز عزیز خویش شنیدم فروختی           |  | کارزانتری از آن بخری، بر فلک تفو       |
| آقا شریف‌زاده که همراه ساز بود        |  | بودش صدا مناسب و اشعار هم نکو          |
| آقای شهر و این همه خوش ذوق و اهل دل  |  | لطفی کن و سلام مرا عرض کن به او        |
| از موی «تار نازک» خود تا چه دیده است |  | کاینسان به درد بنالد، شیخی چو من دو مو |
| اطراف خواف بنده شنیدم که در سخن      |  | ور او که تِل وزو مگَن و ایکه رادیو       |
| آواز پیر و ساز تو دیگر به باد داد    |  | هم وِرّ رادیو ره و هم وزّ تِلوِزو           |
| وُ چیبزی نمانده بود مسلمان شویم باز   |  | ز «الله» و «یار» گفتنِ آن پیر نیکخو     |
| خنجر کشید بر جگرم زخمة تو مرد        |  | این تیغ را که کرده، بگو، در دلت فرو؟   |
| من زیر و بَم شنیده‌ام از این جهان بسی  |  | زیر و بَم تو می‌دَرَد و می‌کند رُفو          |
| ز آن زیرها به گوش من آمد نهیب        |  | زور چنگیز بود یا دگر، آن ظلم زورگو؟    |
| باران آب و نور روان بود چون جَلَه      |  | خورشید و ابر گشته دوان از هزار سو      |
| کاری هزار سازه کنی، با دو سیم، تو    |  | رودی چنین بزرگ چه‌سان سازی از دو جو؟    |
| دولّوی خوشگل تو بَرَد دست از همه        |  | با خال و داغ چون جگر من هزار لُو        |
| صد سمفونی به گَردِ دو تارت نمی‌رسد      |  | اینک «کرُال» بتهوون و نیز صد چون او     |
| باشد نوای «مسجد نور» تو چون دعا      |  | حتی دعا مخوان تو، مگر پاک با وضو       |
| پرواز می‌دهد «پرش جَل» دل مرا          |  | تا عرش می‌روم چو دعا پاک و دوست جُو      |
| هر چند مدتی است صبوحی نمی‌زنم         |  | گوید پزشک نیست تورا زاین بَتَر عَدو       |
| اشکی گرفتی این سرِ صبحی ز من تو، مرد! |  | که‌م دست رفت بهر صبوحی، سوی سبو         |
| پروانه‌ام من و تو «سمندر» کز اتش است  |  | معشوق و قبلة ما، سوزان و روبرو         |
| ما و تو نسلمان به یکی اصل می‌رسد      |  | یعنی به عشق، زنده بمانی پسر عمو        |
|                                      |  | تهران ـ فروردین ۶۳                     |

## آثار
از حسین سمندری تنها یک آلبوم به نام خون‌پاش و نغمه‌ریز در سال ۱۳۸۰ از سوی موسسهٔ فرهنگی هنری ماه ریز مهر منتشر شد که یکی از پرفروش‌ترین آلبوم‌های موسیقی نواحی در ایران بوده‌است. این آلبوم گلچینی است به انتخاب ارشد تهماسبی  که از میان چندین ساعت صدابرداری از همراهی ساز حسین سمندری و آواز محمدابراهیم شریف‌زاده منتشر شده‌است. این آلبوم دربردارندهٔ ۸ ترانه خراسانی است که قسمت‌های بسیاری از این ترانه‌های اصیل به خاطر ایرادات دفتر موسیقی وزارت ارشاد سانسور و حذف شده‌است. قطعات این آلبوم در اصل در اواسط دههٔ هفتاد و در استودیو بل در تهران صدابرداری شده‌اند.
وی هم‌چنین برخی قطعات آلبوم «موسیقی حماسی ایران ۸: موسیقی خراسان» را که از سوی حوزهٔ هنری منتشر شد، در کنار غلام‌علی نی‌نوار، غلام‌علی پورعطایی و ذوالفقار عسگرپور نواخته است.
علاوه بر این به گفتهٔ کیوان ساکت قرار بود کاری با آهنگ‌سازی وی، موسیقی حسین سمندری و آواز سالار عقیلی با شعر محمد خسروی ارائه شود اما برخی ممیزی‌ها و ایرادات از سوی شورای شعر خراسان موجب تعویق کار گشت و سرانجام با درگذشت حسین سمندری ساخت این اثر نیز منتفی شد.

## درگذشت
غلام‌حسین سمندری در نیمه‌های اسفند ۱۳۹۰ دچار سکتهٔ مغزی شد که موجب از کار افتادن دست چپش شد. بیماری وی که در بیمارستان سجادیهٔ تربت جام بستری بود ادامه یافت و دچار عفونت ریه و حنجره نیز شده بود.
وی سرانجام روز سوم فروردین ۱۳۹۱ و در حالی که تنها چند ساعت از مرخص شدنش از بیمارستان می‌گذشت در سن ۷۹ سالگی، درگذشت.

### اهدای ساز به موزهٔ موسیقی
پس از درگذشت حسین سمندری، فرزندش حسن سمندری که شاگرد و همراه پدر بوده، شاگردان وی را آموزش می‌دهد. وی به منظور حفظ میراث حسین سمندری، ساز وی را به موزهٔ موسیقی ایران اهدا کرد.
وی در این باره می‌گوید: پیش از این استاد سمندری وصیت کرده بود، ساز را به جایی تحویل بدهید که از آن به خوبی نگه‌داری کنند. او نزدیک به ۵۰ سال این ساز را دست گرفته بود و آن را بیشتر از پسرش دوست داشت. حتی وقتی می‌خوابید ساز را روی سینه‌اش می‌گذاشت تا خوابش می‌برد. و بارها در مصاحبه‌هایش گفته بود که هیچ از مال دنیا نمی‌خواهم غیر یک ساز.